# Isländska dialekter

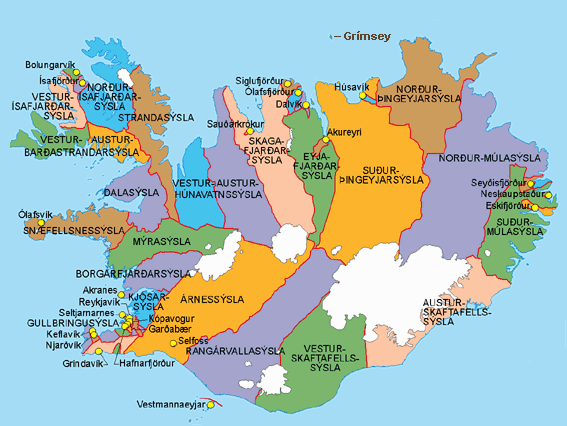
De olika regionerna (sýslur) på Island.

Isländska har väldigt liten dialektal variation, och vissa menar att det inte existerar några dialektala skillnader över huvud taget. Däremot finns det vissa uttalsskillnader som är vanligare i vissa regioner och som kan avslöja varifrån man kommer. Ordförrådet är dock i stort sett detsamma över hela Island, även om det finns vissa skillnader, ofta i betydelse. Det har funnits förutsättningar för att dialekter ska ha kunnat uppstå på Island; befolkningen har varit spridd över ett stort geografiskt område och många har bott isolerat på samma plats i många generationer. Isländskan har dock en stark litterär tradition i och med bland annat islänningasagorna, och en hög andel av befolkningen var läskunnig, vilket motverkar dialektal spridning. Dessutom var det vanligt att man reste runt till andra gårdar i jakt på jobb, eller på grund av bättre fiskelägen. I dag är de dialektala skillnader som finns på tillbakagång. Färöiska, som inte har en lika stark skriftlig tradition som isländska, och som inte fick en officiell ortografi förrän 1854, har större dialektala skillnader än isländska, trots att det talas på en mindre yta av färre personer.

## Historia
Under den isländska självständighetsrörelsen i mitten på 1800-talet lyftes den isländska som talades på landet fram, då den ansågs vara mindre påverkad av danska. I Reykjavik, där isländska med många danska lånord tidigare hade varit utbrett, ersattes majoriteten av de danska lånorden successivt av motsvarande inhemska ord. Inom den danskstyrda isländska administrationen talades enbart danska.
På 1940-talet utfördes det en omfattande studie av uttalsvarianter på ön. Den visade att regionala varianter av språket gick att identifiera, bland annat en nordlig variant med "hårt uttal". Under 1980-talet utfördes ytterligare en studie av språkets dialekter. Denna visade att de flesta regionala varianter hade förlorat många talare, förutom ett fåtal vanliga varianter som istället hade brett ut sig.

## Dialekter

### Nordliga dialekter
Norra Island, med Akureyri som största stad, kännetecknas av vissa uttal. Dessa uttal förekommer främst runt Suður- och Norður-Þingeyarsýsla.

#### Harðmæli
Harðmæli (”hårt uttal”) innebär att tonlösa klusiler, det vill säga p, k och t, har ett aspirerat uttal efter lång vokal. Detta innebär att dessa ljud uttalas som om de stod i början av ett ord och ord som vekja uttalas [vɛːcʰa] i stället för med ett oaspirerat uttal, [vɛːca]. En person från söder skulle i stället uttala k:et som ett initialt g, som i gjöf, vilket kallas för linmæli (”mjukt uttal”). Detta är fortfarande vanligt i alla generationer.

#### Raddaður framburður
Raddaður framburður (”tonade uttal”) innebär att ljuden l, m, n och ð är tonande före p, k och t, en position där dessa ljud annars ofta blir tonlösa. Detta innebär att ord som maðkur uttalas [ˈmaðkʰʏr] i stället för [ˈmaθkʏr], det vill säga med både tonande ð och harðmæli på k:et.

#### Ngl-framburður
Ngl-framburður (”ngl-uttal”) innebär att man uttalar g:et i konsonantklustret ngl så att ord som kringla och englar uttalas [ˈkrɪŋkla] och ['ɛŋklar] i stället för att som på svenska uttalas med ett ng-ljud (utan hörbart g).

#### Bð/gð-framburður
Vissa äldre talare på norra Island talar med ett så kallat bð/gð-uttal. Detta innebär att ord som hafði och sagði uttalas som om de stavades habbði ([ˈhapðɪ]) och saggði (['sakðɪ]) (eller ovanligare habbi och saggi), det vill säga med en klusil. Därför kallas detta uttal också för lokhljóðaframburður (”klusiluttal”). Detta uttal finns på hela norra Island, även i viss mån på östra Västfjordarna, men är även där på tillbakagång.

### Sydöstliga dialekter
De sydöstliga dialektera förekommer främst i Vestur- och Austur-Skaftafellssýsla, förutom hv-uttalet, som förekommer från Reykjavik upp till nordöstligaste Island, även om det är starkast i ovannämnda regioner.

#### Hv-framburður
På södra och östra Island finns talare med ett så kallat hv-framburður (”hv-uttal”) detta innebär att konsonantkombinationen hv, som vanligtvis uttalas [kʰv], i stället uttalas med en tonlös velar frikativa, det vill säga som [x] eller som [xv]. Det gör att homofona ordpar som hval, kval och hvað, kvað skiljs åt. Detta uttal är på tillbakagång.

#### Skaftfellskur einhljóðaframburður
Skaftfellskur einhljóðaframburður (”skaftafellsk monoftongering”) innebär att a, e, i, o, u och ö inte diftongeras framför gi. I vanliga fall uttalas ord som daginn [ˈtaːijɪn] men folk som monoftongerar uttalar det i stället med samma ljud som i grundformen dagur, det vill säga [ˈtaːɣʏr]. Det gör att folk med skaftafellsk monoftongering skiljer på annars homofona ordpar som lögin och laugin, Svíi och svigi, samt baginn och bæinn. Detta uttal är fortfarande relativt intakt inom alla generationer.

#### Rn/rl-framburður
Vanligtvis förekommer en klusil emellan rn och rl och ett ord som varla uttalas [ˈvartla] eller ibland till och med [ˈvatla]. I Austurskaftafellssýsla förekommer dock inte detta när konsonantkombinationen står mellan vokaler, och varla och Bjarni uttalas [ˈvarla] och [ˈbjarnɪ]. Detta är inte särskilt vanligt längre och är på stark tillbakagång.

### Västfjordarna
Visst uttal är typiskt för Västfjordarna och förekommer i synnerhet på västra Västfjordarna. Notera att även bð/gð-uttal förekommer på östra Västfjordarna.

#### Vestfirsk einhljóðaframburður
I vanliga fall brukar a och ö diftongeras framför ett ng-ljud, så att langur uttalas [ˈlauŋkʏr], som om det stavades lángur. De talare som talar med vestfirsk einhljóðaframburður (”västfjordsk monoftongering”) diftongerar däremot inte dessa vokaler. Detta var troligtvis det ursprungliga uttalet och är nu karakteristiskt för Västfjordarna.

#### Vestfirsk áhersla
Vestfirsk áhersla (”västfjordsk betoning”) innebär att prepositioner som börjar på vokal betonas om de kommer efter ett adverb och om de följs av ett pronomen. Vissa talare uttalar därmed fraser som út úr því (”ut ur det = sedan dess”) och upp á það (”upp på det”) med betoning på úr och á, medan andra talare skulle lägga betoningen på út respektive upp.

### Hela landet
Visst uttal är inte bundet till en viss region, utan förekommer över hela landet av vissa talare.

#### Flámæli
Flámæli innebär ett öppnare uttal av de slutna vokalerna, och i och y dras mot e och u dras mot ö. Detta var från början i synnerhet vanligt på hela östra Island och i sydväst, inklusive Reykjavik, men är i nu nästan helt försvunnet.

#### Ks-framburður
Ks-framburður (”ks-uttal”) innebär att x har en tydlig klusil i sig, det vill säga att buxur uttalas som om det stavades buksur. Annars brukar x uttalas [xs], men uttalas i stället [ks] av talare med detta uttal. Detta är i synnerhet vanligt bland den yngre generationen och är inte knutet till någon speciell landsdel.